# Tabo Jansz

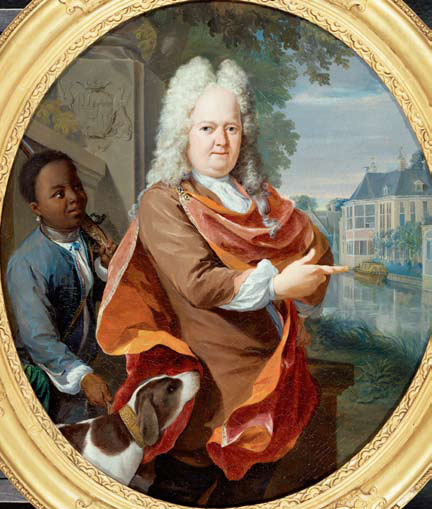
Schilderij van Adriaan van Bredehoff met zijn dienaar Tabo Jansz (1727)

Adriaan de Bruijn, ook bekend als Tabo Jansz (ca. 1700 – Oosthuizen, 1766), was de zwarte bediende van Adriaan van Bredehoff. Zij werden in 1727 samen geportretteerd door de Delftse portretschilder Nicolaas Verkolje.

## Een "vrij" man
Van Bredehoff overleed in 1733 en liet Tabo 12.000 gulden na, 2.000 meer dan de blanke meid van Van Bredehoff.  Dit bedrag in de vorm van obligaties werd echter niet aan Tabo zelf gegeven, maar werd in beheer gegeven bij twee "administrateurs". De beheerders waren Simon Schoenmaker en de meester-chirurgijn Cornelis Heynis.
Naast het geld kreeg Tabo ook zijn vrijheid terug, als voormalig slaaf mocht hij weer gaan en staan waar hij wilde. Van het geld dat hij erfde heeft hij een tabakswinkel gekocht, waar deze winkel zich bevond is niet bekend. Al is het volgens Carl Haarnack en Dienke Hondius in Oosthuizen geweest. Een maal moest hij aan zijn administrateurs om geld vragen, zodat hij zijn winkel kon opknappen. Zijn administrateurs waren echter niet van plan om het geld te geven, want de erfenis van de kinderloze De Bruijn zou in het geheel naar hen gaan. Als zij hem de gewenste 1.000 gulden zouden geven, zouden zij minder erven. Om het geld toch te krijgen wendde De Bruijn zich tot de schepenbank van Hoorn, met het verzoek om de administrateurs te dwingen hem de 1.000 gulden te geven. Schoenmaker en Heynis werden gedwongen het geld te geven en de schepenbank gaf ook De Bruijn een reprimande en mocht de boedel nooit meer het onderwerp van een geschil maken. Daarnaast werd er een derde administrateur aangewezen: Van Bredehoffs zoon François, kleinzoon van François van Bredehoff.

## Huwelijk
Na zijn doop bij de gereformeerde gemeente in Hoorn noemde hij zich Adriaan de Bruijn. Als vrij man trouwde De Bruijn met Wometje (of Welmetje of Welmoed) Bakkers, een blanke bakkersdochter uit Oosthuizen. De Bruijn overleed kinderloos in 1766, een groot deel van zijn erfenis ging naar de drie administrateurs.